# Jason Gatson
Jason Gatson est un gymnaste artistique américain né le 25 juin 1980 à Mesa (Arizona).

## Biographie
Lors des Jeux olympiques d'été de 2004 se tenant à Athènes, il remporte la médaille d'argent dans l'épreuve du concours par équipes en compagnie de ses coéquipiers Morgan Hamm, Paul Hamm, Brett McClure, Blaine Wilson et Guard Young. Il remporte également la médaille d'argent dans la même épreuve avec l'équipe américaine lors des Championnats du monde de 2003.